# انتخابات در نروژ
مردم نروژ مجلس قانونگذاری خود را در انتخاباتی که در سطح ملی انجام می‌شود انتخاب می‌کنند. استورتینگ یا پارلمان این کشور ۱۶۹ عضو دارد که برای یک دورهٔ چهار ساله با روش تناسبی انتخاب می‌شوند. هر حوزهٔ انتخابیه چندین کرسی در پارلمان دارد. در نروژ امکان انحلال پارلمان وجود ندارد.
نظام سیاسی نروژ، چندحزبی است. احزاب سیاسی زیادی در این کشور حضور دارند که معمولاً هیچ‌کدام به تنهایی نمی‌توانند قدرت را به دست گیرند و غالباً مجبور می‌شوند برای به دست آوردن اکثریت با دیگر احزاب ائتلاف کنند تا دولت‌های ائتلافی یا کابینهٔ اقلیت به وجود آورند.
انتخابات در نروژ هر دو سال یک بار برگزار می‌شود به این شکل که مابین انتخابات‌های پارلمانی، انتخابات‌های محلی برگزار می‌گردند.
سن حق رأی در این کشور ۱۸ سال می‌باشد. تنها شهروندان نروژی حق شرکت در انتخابات پارلمانی را دارند. خارجی‌هایی که به‌طور مستمر به مدت سه سال در این کشور زیسته باشند می‌توانند در انتخابات‌های محلی شرکت کنند. حق رأی زنان در ۱۹۱۳ برقرار شد.
آخرین انتخابات پارلمانی برگزار شده در نروژ انتخابات ۲۰۱۳ بود. آخرین انتخابات محلی نیز مربوط به ۱۴ سپتامبر ۲۰۱۵ بوده‌است.